# Tân An, Bắc Ninh
Tân An là một phường thuộc tỉnh Bắc Ninh, Việt Nam.
Được quy hoạch là nơi đặt trụ sở Trung tâm hành chính mới của tỉnh Bắc Ninh.

## Địa lý
Phường Tân An có vị trí địa lý:
- Phía đông giáp các xã Bắc Lũng và Cẩm Lý
- Phía tây giáp phường Tân Tiến
- Phía nam giáp phường Cảnh Thụy và xã Đồng Việt
- Phía bắc giáp xã Tân Dĩnh.

Phường Tân An có diện tích 42,87 km², dân số 37.816 người, mật độ dân số đạt 882 người/km².

## Hành chính
Phường Tân An được chia thành 19 tổ dân phố: Hương, Khôi, Kim Xuyên, Liên Sơn, Long Trì, Minh Đạo, Ngò, Nguyễn, Quán Trắng, Phố Tân An, Quyết Chiến, Tân An, Tân Lập, Thắng, Thượng, Thượng Tùng, Toàn Thắng, Trại Giữa, Trung.

## Lịch sử
Ngày 17 tháng 5 năm 1958, Bộ Nội vụ ban hành Nghị định số 172-NV về việc thành lập xã xã Lão Hộ thuộc huyện Yên Dũng trên cơ sở 4 xóm: Liên Sơn, Quyết Chiến, Thượng Tùng, Toàn Thắng của xã Lan Mẫu.
Ngày 27 tháng 10 năm 1962, Quốc hội ban hành Nghị quyết về việc thành lập tỉnh Hà Bắc trên cơ sở tỉnh Bắc Giang và tỉnh Bắc Ninh. Khi đó, xã Tân An và xã Lão Hộ thuộc huyện Yên Dũng, tỉnh Hà Bắc.
Ngày 6 tháng 11 năm 1996, Quốc hội ban hành Nghị quyết về việc chia tỉnh Hà Bắc thành tỉnh Bắc Giang và tỉnh Bắc Ninh. Khi đó, xã Tân An và xã Lão Hộ thuộc huyện Yên Dũng, tỉnh Bắc Giang.
Ngày 12 tháng 7 năm 2007, Chính phủ ban hành Nghị quyết số 118/2007/NĐ-CP về việc thành lập thị trấn Tân Dân thuộc huyện Yên Dũng trên cơ sở điều chỉnh 494,34 ha diện tích tự nhiên và 5.448 người của xã Tân An.
Sau khi điều chỉnh địa giới hành chính, xã Tân An còn lại 428,01 ha diện tích tự nhiên và 3.437 người.
Ngày 11 tháng 12 năm 2013, HĐND tỉnh Bắc Giang ban hành Nghị quyết số 32/NQ-HĐND về việc thành lập thôn Phố Tân An thuộc xã Tân An.
Ngày 21 tháng 11 năm 2019, Ủy ban Thường vụ Quốc hội ban hành Nghị quyết số 813/NQ-UBTVQH14 về việc sắp xếp các đơn vị hành chính cấp xã thuộc tỉnh Bắc Giang (nghị quyết có hiệu lực từ ngày 1 tháng 1 năm 2020). Theo đó, thành lập thị trấn Tân An thuộc huyện Yên Dũng trên cơ sở toàn bộ 4,47 km² diện tích tự nhiên, dân số là 3.751 người của xã Tân An và toàn bộ 4,68 km² diện tích tự nhiên, dân số là 6.215 người của thị trấn Tân Dân.
Thị trấn Tân An có 9,15 km² diện tích tự nhiên và dân số là 9.966 người.
Tính đến ngày 31 tháng 12 năm 2023, thị trấn Tân An có 9,22 km² diện tích tự nhiên, quy mô dân số là 12.321 người và 15 tổ dân phố: Hương, Khôi, Kim Xuyên, Long Trì, Minh Đạo, Ngò, Nguyễn, Quán Trắng, Phố Tân An, Tân An, Tân Lập, Thắng, Thượng, Trại Giữa, Trung. Xã Lão Hộ có 4,60 km² diện tích tự nhiên, quy mô dân số là 3.989 người, mật độ dân số là 871 người/km² và 4 thôn: Liên Sơn, Quyết Chiến, Thượng Tùng, Toàn Thắng.
Ngày 28 tháng 9 năm 2024, Ủy ban Thường vụ Quốc hội ban hành Nghị quyết số 1191/NQ-UBTVQH15 về việc sắp xếp đơn vị hành chính cấp huyện, cấp xã của tỉnh Bắc Giang giai đoạn 2023 – 2025 (nghị quyết có hiệu lực từ ngày 1 tháng 1 năm 2025). Theo đó:
- Sáp nhập thị trấn Tân An và xã Lão Hộ thuộc huyện Yên Dũng vào thành phố Bắc Giang quản lý.
- Thành lập phường Tân An thuộc thành phố Bắc Giang trên cơ sở toàn bộ 9,22 km² diện tích tự nhiên, quy mô dân số là 12.321 người của thị trấn Tân An và toàn bộ 4,60 km² diện tích tự nhiên, quy mô dân số là 3.989 người của xã Lão Hộ. Phường Tân An có 13,82 km² diện tích tự nhiên và quy mô dân số là 16.310 người.

Ngày 16 tháng 6 năm 2025, Ủy ban Thường vụ Quốc hội ban hành Nghị quyết số 1658/NQ-UBTVQH15 của UBTVQH về việc sắp xếp các đơn vị hành chính cấp xã của tỉnh Bắc Ninh năm 2025. Theo đó, sắp xếp toàn bộ diện tích tự nhiên, quy mô dân số của phường Tân An và các xã Quỳnh Sơn, Trí Yên, Lãng Sơn thành phường mới có tên gọi là phường Tân An.